# Bom Jesus da Lapa (microregio)
Bom Jesus da Lapa is een van de 32 microregio's van de Braziliaanse deelstaat Bahia. Zij ligt in de mesoregio Vale São Francisco da Bahia en grenst aan de deelstaat Minas Gerais in het zuiden, de mesoregio Centro-Sul Baiano in het oosten, de microregio Barra in het noorden en de mesoregio Extremo Oeste Baiano in het westen. De microregio heeft een oppervlakte van ca. 15.703 km². Midden 2004 werd het inwoneraantal geschat op 166.679.
Zes gemeenten behoren tot deze microregio:
- Bom Jesus da Lapa
- Carinhanha
- Feira da Mata
- Paratinga
- Serra do Ramalho
- Sítio do Mato

Mesoregio's: Centro-Norte Baiano · Centro-Sul Baiano · Extremo Oeste Baiano · Metropolitana de Salvador · Nordeste Baiano · Sul Baiano · Vale São-Franciscano da Bahia

Microregio's: Alagoinhas · Barra · Barreiras · Bom Jesus da Lapa · Boquira · Brumado · Catu · Cotegipe · Entre Rios · Euclides da Cunha · Feira de Santana · Guanambi · Ilhéus-Itabuna · Irecê · Itaberaba · Itapetinga · Jacobina · Jequié · Jeremoabo · Juazeiro · Livramento do Brumado · Paulo Afonso · Porto Seguro · Ribeira do Pombal · Salvador · Santa Maria da Vitória · Santo Antônio de Jesus · Seabra · Senhor do Bonfim · Serrinha · Valença · Vitória da Conquista